# Équipe de France des moins de 19 ans masculine de handball
Cet article traite de l'équipe masculine des -19 ans (jeunes). Ne pas confondre avec les équipes senior ou des -21 ans
Maillots
Dernière mise à jour : 12 mai 2025.
L'équipe de France des moins de 19 ans masculine de handball représente la Fédération française de handball lors des compétitions internationales des moins de 19 ans, notamment aux championnats d'Europe de moins de 18 ans et aux championnats du monde jeunes. Elle est composée de joueurs ayant moins de 19 ans au 1er janvier de l'année en cours[réf. souhaitée].
La génération 1996-1997 a remporté le titre de championne d'Europe 2014 puis réalise le doublé en remportant le championnat du monde en 2015.
La génération 1998-1999 réalisé elle un triplé historique FOJE 2015 (hu), Euro 2016 (de) et  monde 2017.
Depuis 2023, Franck Prouff est l'entraîneur principal de l'équipe U19.
L'équipe est communément appelée les « U19 » et « U19M ». C'est une équipe de catégorie « Jeunes » (tandis que les U21 sont une équipe de catégorie « Junior »).

## Bilan
- 2009 :  Médaille d'or au Festival olympique de la jeunesse européenne (hu)
- 2010 :  médaille de bronze aux Jeux olympiques de la jeunesse
- 2014 :  Médaille d'or au Championnat d'Europe (de)
- 2015 :  Médaille d'or au Championnat du monde (en)
- 2015 :  Médaille d'or au Festival olympique de la jeunesse européenne (hu)
- 2016 :  Médaille d'or au Championnat d'Europe (de)
- 2017 :  Médaille d'or au Championnat du monde (en)

## Palmarès détaillé
| - 1992 : non qualifiée - 1994 : non qualifiée - 1997 (Estonie) : non qualifiée - 1999 (Portugal) : 11e place - 2001 (Luxembourg) : 5e place - 2003 (Slovénie) : 10e place - 2004 (Serbie) : 9e place - 2006 (Estonie) : 6e place - 2008 (République tchèque) : 7e place - 2012 (Autriche): 12e place - 2014 (Pologne) : champion d'Europe (de) - 2016 (Croatie) : champion d'Europe (de) - 2018 (Croatie) : 7e place - 2020 (Slovénie) : Compétition annulée - 2021 (Croatie) : 10e place - 2022 (Monténégro) : 14e place - 2024 (Monténégro) : 12e place | - 2005 (Qatar) : non qualifiée - 2007 (Bahrein) : non qualifiée - 2009 (Tunisie) : 9e place - 2011 (Argentine) : 4e place - 2013 (Hongrie) : 13e place - 2015 (Russie) : champion du monde (en) - 2017 (Géorgie) : champion du monde (en) - 2019 (Macédoine du Nord) : 6e place - 2021 (Grèce) : Compétition annulée - 2023 (Croatie) : non qualifiée - 2025 (Slovénie) : qualifiée - JO de la jeunesse 2010 (Singapour) : Médaille de bronze - FOJE 2003 (Paris, France) : Médaille de bronze - FOJE 2009 (hu) (Tampere, Finlande) : Médaille d'or - FOJE 2015 (hu) (Tbilissi, Géorgie) : Médaille d'or |

## Distinctions individuelles
Les joueurs ayant été élus dans l'équipe-type (All-Star Team) du Championnat d'Europe U18 et du Championnat du monde U19 :
- Hugo Descat, meilleur ailier gauche du Mondial U19 2011
- Ludovic Fabregas, meilleur pivot de l'EURO U18 2014 et du Mondial U19 2015
- Edouard Kempf, meilleur ailier droit du Mondial U19 2017
- Sadou N'Tanzi, meilleur demi-centre de l'EURO U18 2018
- Yoni Peyrabout, meilleur ailier gauche de l'EURO U18 2024
- Melvyn Richardson, meilleur arrière droit de l'EURO U18 2014 et MVP et meilleur demi-centre du Mondial U19 2015
- Benjamin Richert, meilleur ailier droit de l'EURO U18 2016
- Kyllian Villeminot, MVP de l'EURO U18 2016 et du Mondial U19 2017

## Effectif actuel
Effectif de l'équipe de France jeunes au tournoi Tiby 2021 :
- Gardiens : Yann Pichon (Cesson-Rennes MHB), Graciel Queire (Tremblay HB), Stanis Soullier (Chambéry Savoie MBHB)
- Ailiers gauches : Pierre-Alexis Favril (C'Chartres MHB), Enzo Pierson Launay (HBC Nantes)
- Arrières gauches : Keyliane Traoré (US Créteil), Reyhan Zuzo (Villeurbane HA), Nziki Fossou Nana's (Paris Saint-Germain HB)
- Demi-centres : Alban Simmonet (HBC Nantes), Éthan Bandanarayaké (Villeurbanne HA), Thomas Le Jossec (Cesson-Rennes MHB)
- Pivots : Edgar Bourillon (US Créteil), Sacha Fratarulo (Grenoble SMH), Mathis Lobgeois (HB Compiègne)
- Arrières droits : Henri Kirtz (Dunkerque HGL), Jules Beriau (HBC Nantes), Tristan Tahimili (Grand Nancy MHB)
- Ailiers droits : Lukas Ravaisse (Strasbourg EHB) , Sabi Sarre (US Créteil)

## Effectifs médaillés

### Effectif vainqueur du Championnat du monde 2017
Remarque
- Kyllian Villeminot a été élu meilleur joueur et Édouard Kempf meilleur ailier droit de la compétition[5].

### Effectif vainqueur du Championnat d'Europe 2016
L'effectif de l'équipe de France jeunes, vainqueur du Championnat d'Europe 2016, :
- Gardiens : Florian Boulogne (Dunkerque), Valentin Kieffer (Sélestat)
- Ailiers gauches : Dylan Nahi (PSG), Gaël Tribillon (Chartres)
- Arrières gauches : Yoann Gibelin (US Créteil), Elohim Prandi (US Ivry)
- Demi-centres : Nori Benhalima (St Raphaël), Noah Gaudin (Sélestat), Kyllian Villeminot (Montpellier)
- Pivots : Antoine Jonnier (Bruges), Jonathan Mapu (St Raphaël)
- Arrières droits : Julien Bos (Bruges), Clément Damiani (St Raphaël), Ewan Kervadec (US Créteil)
- Ailiers droits : Édouard Kempf (Sélestat) , Benjamin Richert (US Créteil)

### Effectif vainqueur du FOJE 2015
L'effectif de l'équipe de France jeunes, vainqueur du Festival olympique de la jeunesse européenne 2015 (hu), était, :
- Gardiens : Valentin Kieffer (Sélestat AHB), Rubens Pierre (Saint-Gratien/Sannois)
- Ailiers droits : Andréa Guillaume (Mainvilliers Chartres), Édouard Kempf (Sélestat AHB), Benjamin Richert (Entente Strasbourg Schiltigheim)
- Arrières droits : Julien Bos (ES Bruges)
- Demi-centres : Noah Gaudin (Entente Strasbourg Schiltigheim), Kyllian Villeminot (Villeurbanne Handball Association)
- Pivots : Adrien Chaudanson (Saint-Gratien/Sannois), Jonathan Mapu (Saint-Raphaël Var Handball)
- Arrières gauches : Kenny Fidji (Chambéry Savoie HB), Yoann Gibelin (US Créteil), Elohim Prandi (US Ivry)
- Ailiers gauches : Dylan Nahi (Paris Sport Club), Gaël Tribillon (Mainvilliers Chartres).

### Effectif vainqueur du Championnat du monde 2015
L'effectif de l'équipe de France jeunes, vainqueur du Championnat du monde 2015 (en), était, :
| N° | Nom                 | Date de naissance | Poste          | Taille | Poids  | Club                   |
| -- | ------------------- | ----------------- | -------------- | ------ | ------ | ---------------------- |
| 1  | Mehdi Harbaoui      | 11 septembre 1996 | Gardien de but | 196 cm | 89 kg  | Istres OPH             |
| 4  | Étienne Mocquais    | 29 février 1996   | Ailier gauche  | 184 cm | 80 kg  | US Créteil             |
| 5  | Lucas Ferrandier    | 12 avril 1996     | Demi-centre    | 189 cm | 73 kg  | US Créteil             |
| 6  | Romain Lagarde      | 5 mars 1997       | Arrière gauche | 190 cm | 95 kg  | HBC Nantes             |
| 8  | Dylan Garain        | 22 août 1996      | Arrière gauche | 192 cm | 86 kg  | Paris Saint-Germain    |
| 9  | Aymeric Minne       | 20 avril 1997     | Arrière gauche | 186 cm | 76 kg  | Fenix Toulouse         |
| 10 | Benoît Kounkoud     | 19 février 1997   | Ailier droit   | 188 cm | 78 kg  | Paris Saint-Germain    |
| 11 | Matthieu Limousin   | 24 janvier 1997   | Demi-centre    | 190 cm | 88 kg  | Pays d'Aix UCH         |
| 12 | Florent Bonneau     | 30 septembre 1996 | Gardien de but | 203 cm | 98 kg  | USAM Nîmes Gard        |
| 13 | Tom Nozeran         | 22 février 1996   | Ailier gauche  | 189 cm | 77 kg  | Fenix Toulouse         |
| 14 | Tom Pelayo          | 23 février 1997   | Arrière droit  | 189 cm | 88 kg  | US Dunkerque HGL       |
| 15 | Hugo Kamtchop Baril | 12 novembre 1996  | Pivot          | 193 cm | 93 kg  | Cesson Rennes MHB      |
| 16 | Nicolas Gauthier    | 24 février 1996   | Gardien de but | 186 cm | 83 kg  | Massy Essonne Handball |
| 17 | Sacha Bouchillou    | 17 janvier 1996   | Pivot          | 204 cm | 106 kg | US Ivry                |
| 20 | Ludovic Fabregas    | 1er juillet 1996  | Pivot          | 198 cm | 98 kg  | Montpellier Handball   |
| 21 | Yanis Lenne         | 29 juin 1996      | Ailier droit   | 186 cm | 78 kg  | Sélestat AHB           |
| 22 | Melvyn Richardson   | 31 janvier 1997   | Arrière droit  | 190 cm | 84 kg  | Chambéry SH            |
| 24 | Dika Mem            | 31 août 1997      | Arrière droit  | 194 cm | 83 kg  | Tremblay-en-France     |

Encadrement
- Éric Quintin : entraîneur principal
- Pascal Bourgeais : entraîneur adjoint
- Mirko Perisic : entraîneur adjoint
- Daouda Karaboué : entraîneur des gardiens

### Effectif médaillé de bronze aux JO de la jeunesse 2010
L'effectif de l'équipe de France jeunes, médaillé de bronze aux Jeux olympiques de la jeunesse de 2010, était :
- Gardiens : Bryan Jabea Njo, Mathieu Merceron
- Ailiers droits : Adrien Ballet, Théophile Caussé
- Arrières droits : Antoine Gutfreund
- Demi-centres : Benjamin Bataille, O'Brian Nyateu
- Pivots : Jordan Bonilauri, Kévin Rondel
- Arrières gauches : Théo Derot, Laurent Lagier-Pitre, Timothey N'Guessan
- Ailiers gauches : Hugo Descat, Julian Emonet

### Effectif vainqueur du FOJE 2009
L'effectif de l'équipe de France jeunes, vainqueur du Festival olympique de la jeunesse européenne 2009 (hu), était :
- Bryan Jabea Njo (GDB)
- Denis Serdarevic (GDB)
- Hugo Descat
- Julian Emonet
- O'Brian Nyateu
- Baptiste Bonnefond
- Théo Derot
- Benjamin Bataille
- Timothey N'Guessan
- Antoine Gutfreund
- Kévin Rondel
- Théophile Caussé
- Samuel Foucault

## Sélectionneurs
Parmi les sélectionneurs, on trouve :
- Pierre Alba : de ? à 2005[14]
- Sylvain Nouet : de 2005[14] à ?
- ? : avant 2010
- Philippe Schlatter : de 2010 à 2014
- Éric Quintin : de 2014 à 2021[15]
- Pascal Person : de 2021 à 2023[16]
- Franck Prouff : depuis 2023[1]